# Bauzy
Bauzy település Franciaországban, Loir-et-Cher megyében. Lakosainak száma 271 fő (2022. január 1.). Bauzy Dhuizon, Courmemin, Fontaines-en-Sologne, Montrieux-en-Sologne, Neuvy, Tour-en-Sologne és Vernou-en-Sologne községekkel határos.

## Népesség
A település népességének változása:
| Lakosok száma | 211  | 185  | 234  | 262  | 278  | 285  | 278  | 275  | 273  | 271  |
|               | 1968 | 1982 | 1990 | 2006 | 2013 | 2015 | 2017 | 2019 | 2020 | 2022 |